# Cloruro ceroso
Il cloruro ceroso è un sale di cerio (III) dell'acido cloridrico.
A temperatura ambiente si presenta come un solido incolore inodore. È un composto irritante. Può cristallizzare come eptaidrato.